# Else Lüders
Pour les articles homonymes, voir Lüders.
Else Lüders, née le 27 juillet 1872 à Drossen (Empire allemand, de nos jours en Pologne) et morte le 15 juin 1968 à Berlin-Ouest, est une femme politique, féministe et travailleuse sociale allemande puis est-allemande. Membre de la CDU, elle est l'une des cofondatrices de la Ligue démocratique des femmes d'Allemagne (DFD).

## Biographie
Else Lüders est élève dans une école supérieures pour jeunes filles à Berlin puis étudie ensuite de manière autodidacte l'économie et les politiques sociales.
À partir de 1886, elle milite au sein de l'organisation féministe Verein Frauenwohl (de), y occupant la fonction bénévole de secrétaire, auprès de sa présidente Minna Cauer. Cette association fondée en 1888, représente l'aile dite radicale du mouvement féministe allemand, et se fond en 1899 dans la Verband Fortschrittlicher Frauenvereine (de). La structure rejoint en 1907 la Bund Deutscher Frauenvereine mais s'en sépare en 1933, pour ne pas être soumise au contrôle du régime nazi.
En 1906, date à laquelle elle quitte ses fonctions militantes, elle devient travailleuse sociale auprès du Bureau de la politique sociale. Elle est aussi rédactrice au sein du comité de rédaction de l'hebdomadaire social-politique Soziale Praxis. Le 1er janvier 1920, elle est embauchée au département I B (Affaires de la protection des travailleurs, du temps de travail, de l'inspection du commerce et des devoirs domestiques) du ministère du Travail. La même année, elle est nommée conseillère du gouvernement. De 1924 à 1927, elle travaille au sein du ministère, parfois à temps partiel. En 1927, elle est transférée au service III B du ministère. L'année suivante, elle devient conseillère principale du gouvernement. Elle prend sa retraite le 31 décembre 1933.
Après 1945, elle adhère à la CDU et est membre du Comité central des femmes de 1945 à 1947 dans la zone d'occupation soviétique. Cette même année, elle participe à la fondation de la Ligue démocratique des femmes d'Allemagne, future organisation des femmes est-allemandes, en étant la vice-présidente jusqu'en 1948.
Elle ne doit pas être confondue avec Marie-Elisabeth Lüders, également active dans le mouvement féministe allemand.

## Hommage
La rue Lüder (Lüdersstraße) lui rend hommage à Berlin-Köpenick.

## Ouvrages
- Der linke Flügel. Ein Blatt aus der Geschichte der deutschen Frauenbewegung, Berlin, 1904.
- Minna Cauer. Leben und Werk, Perthes, Gotha/Stuttgart, 1925.